# مجموعه دانش
مجموعه دانش یا مجموعه‌ای از دانش (انگلیسی: Body of knowledge) با کوته‌نوشت (BOK یا BoK) (اندوخته) مجموعهٔ کاملی از مفاهیم، اصطلاحات و فعالیت‌هایی است که توانمندی یک حوزه را؛ آن‌گونه که توسط انجمن علمی یا انجمن حرفه‌ای مربوط تعریف شده‌است، تشکیل می‌دهند. این نوعی بازنمایی دانش توسط هر سازمان دانشی است. تعریف‌های گوناگونی از BOK(مجموعه دانش) ارائه شده‌است، به عنوان مثال:
- "دانش ساختاریافته که توسط اعضای یک رشته برای هدایت تمرین یا کار خود استفاده می‌شود." "انتظار می‌رود که مجموعه دانش تجویز شده در یک زمینهٔ خاص که یک فرد تسلط داشته باشد تا به عنوان یک متخصص در نظر گرفته شود یا گواهی شود." (BOK-def). دیدگاه عملگرایانه وایت نیز شایان ذکر است (Ören 2005):[۲] «BOK پله ای برای اتحاد جامعه است» (Waite 2004).[۳]
- مجموعه منظم فعالیت‌ها و نتایج بر حسب ارزش‌ها، ساختارها، مدل‌ها، اصول و مصداق‌های آن‌ها، که از کار کشف و اعتبارسنجی مداوم توسط اعضای این حرفه ناشی می‌شود و رشد و بازتولید خود بازتابی حرفه را امکان‌پذیر می‌سازد (روم ۲۰۱۶).<ref>Waite, W. (2004).
- چشم‌انداز عمل (LoP) به تعدادی از جوامع عملی مرتبط (CoPs) اشاره دارد که بر روی مجموعه ای از دانش کار می‌کنند. مشارکت در یک LoP شامل توسعه شایستگی اعضای CoPs در حوزه مورد علاقه و به روز نگه داشتن دانش مربوط به LoP است(Oliver 2012).[۱]